# Аюпов, Рафгетдин Талипович
Рафгетдин Талипович Аюпов (15 марта 1914 — 19 декабря 1987) — нефтяник, Герой Социалистического Труда, машинист нефтеперекачивающей станции «Субханкулово».
Работал в Туймазинском нефтепроводном управлении АК «Транснефть» машинистом технологических насосов ЛПДС «Субханкулово» с 1949 по 1978 годы.

## Биография
Родился в селе Субханкулово Туймазинского района 14 марта 1914 года.
17-летним юношей окончил курсы механизаторов и работал трактористом в совхозе. 
До Великой Отечественной войны отслужил три года действительной службы в Красной армии и вернулся в родное село Субханкулово. Вскоре был снова призван для несения службы в ходе советско-финляндского вооруженного конфликта. Через семь месяцев мирной жизни наступило 22 июня 1941 года, и снова он взял в руки оружие. С Великой Отечественной вернулся только в 1946 году.
В послевоенное время он оказался на переднем крае борьбы за большую нефть, девонские залежи которой были открыты прямо под его селом Субханкулово и его окрестностях. Аюпов работал на сооружении нефтепровода «Туймазы—Уфа». В конторе автоколонны его оформили за несколько минут на работу и уже на следующий день на закреплённой за ним машине он выехал в первый гражданский рейс. Так в апреле 1946 года вчерашний военный шофер стал участником ударной стройки. А в ноябре 1947 года, в канун 30-летия Октября, строители нефтепровода праздновали победу: впервые по проложенным ими трубам туймазинская нефть пошла на Уфимский НПЗ. После ввода в строй нефтепровода Рафгетдин Талипович стал его эксплуатационником, переквалифицировавшись в машиниста насосной.
За выдающиеся заслуги в выполнении заданий семилетнего плана по добыче нефти и достижение высоких технико-экономических показателей в работе Указом Президиума Верховного Совета СССР от 23 мая 1966 г. Р. Т. Аюпову присвоено звание Героя Социалистического Труда.
30 лет Аюпов нёс вахту машиниста на нефтепроводном транспорте, в течение которых им перекачаны десятки миллионов тонн углеводородного сырья.. 
До ухода на пенсию в июне 1976 г. работал машинистом-дизелистом Субханкуловской нефтеперекачивающей станции Урало-Сибирского нефтепроводного управления Главнефтеснаба РСФСР.
Рафгетдин Талипович Аюпов умер 19 декабря 1987 года, похоронен в Туймазах.

## Награды и Звания
- Герой Социалистического Труда (1966).
- Награждён орденами Ленина, Отечественной войны 2 степени и Красной Звезды, медалью «За боевые заслуги».